# Taipei National University of the Arts
Taipei National University of the Arts (TNUA; kinesiska: 國立臺北藝術大學) , är ett statligt universitet i Taipei, Taiwan. 